# Бжезіни (Янівський повіт)
Бжезіни (пол. Brzeziny) — село в Польщі, у гміні Модлібожиці Янівського повіту Люблінського воєводства.
Населення — 151 особа (2011).

## Демографія
Демографічна структура станом на 31 березня 2011 року:
|          | Загалом | Допрацездатний вік | Працездатний вік | Постпрацездатний вік |
| -------- | ------- | ------------------ | ---------------- | -------------------- |
| Чоловіки | 71      | 11                 | 51               | 9                    |
| Жінки    | 80      | 15                 | 40               | 25                   |
| Разом    | 151     | 26                 | 91               | 34                   |